# Teatro Apollo (Londres)
El teatro Apollo (en inglés: Apollo Theatre) es un teatro del West End de segundo grado diseñado por el arquitecto: Lewin Sharp por encargo de Henry Lowenfeld y ubicado en Shaftesbury Avenue, Westminster, Londres, Inglaterra.

## Historia
El 21 de febrero de 1901 abrió sus puertas con la función The Belle of Bohemia siendo el cuarto teatro construido en Shaftesbury.
Su aforo es de 775 butacas, incluido el anfiteatro de la tercera planta, el cual es considerado el más inclinado de Londres.
El 19 de diciembre de 2013 sobre las 20:15 (hora local) se produjo un derrumbe parcial del techo (10 m²) durante la función de la obra The Curious Incident of the Dog in the Night-Time con el resultado de 88 víctimas (ninguna mortal), de las cuales, siete fueron ingresadas de gravedad. Según la investigación del suceso, las continuas lluvias pudieron tener que ver con el accidente. En aquel momento habían 720 espectadores.